# Schniffelshöh
Schniffelshöh ist eine Ortschaft in der Gemeinde Wipperfürth im Oberbergischen Kreis im Regierungsbezirk Köln in Nordrhein-Westfalen (Deutschland).

## Lage und Beschreibung
Der Ort liegt im Südwesten der Stadt Wipperfürth nahe der Stadtgrenze zu Hückeswagen an der Bundesstraße 506, die im Mittelalter ein bedeutender Heerweg zwischen Köln und Soest war. Der Ort liegt auf der Wasserscheide zwischen der Großen Dhünn und der Kürtener Sülz. Ein Zufluss der Kürtener Sülz entspringt im benachbarten Herweg. Weitere Nachbarorte neben Herweg sind Grüterich, Oberholl, Arnsberg, Odenholl und Kaplansherweg.
Der Ort gehört zum Gemeindewahlbezirk 071 und damit zum südwestlichen Stadtgebiet.

## Geschichte
Um 1548 wird der Ort erstmals unter der Bezeichnung „Sniiffelhoe“ in der Liste der bergischen Spann- und Schüppendienste im Kirchspiel Wipperfeld genannt. Die Karte Topographia Ducatus Montani aus dem Jahre 1715 zeigt einen Hof und bezeichnet diesen mit „Höhe“. Die Topographische Aufnahme der Rheinlande von 1825 zeigt auf umgrenztem Hofraum unter dem Namen „Hoh“ drei getrennt voneinander liegende Grundrisse. In der Preußischen Uraufnahme von 1840 lautet die Ortsbezeichnung „auf d.Höhe“. Ab der topografischen Karte der Jahre 1894 bis 1896 wird der heute gebräuchliche Ortsname Schniffelshöh verwendet.

## Wegekreuz
Aus dem Jahr 1853 stammt ein aus Sandstein gefertigtes Wegekreuz auf dem Hof Schniffelshöh 1. Es ist in der Liste der Baudenkmäler in Wipperfürth unter der Nummer 105 eingetragen. Es ist in gutem Zustand und besteht aus einem Kruzifix mit Korpus und INRI-Schild, einem Mittelteil mit Nische und einem Relief, welches Jesus mit einem Stab in Kreuzform darstellt sowie der Unterschrift

„Thuet Buße und bekehret euch / auf das eure Sünden / ausgelöschet werden“

Auf dem Sockel ist die Inschrift gut lesbar.

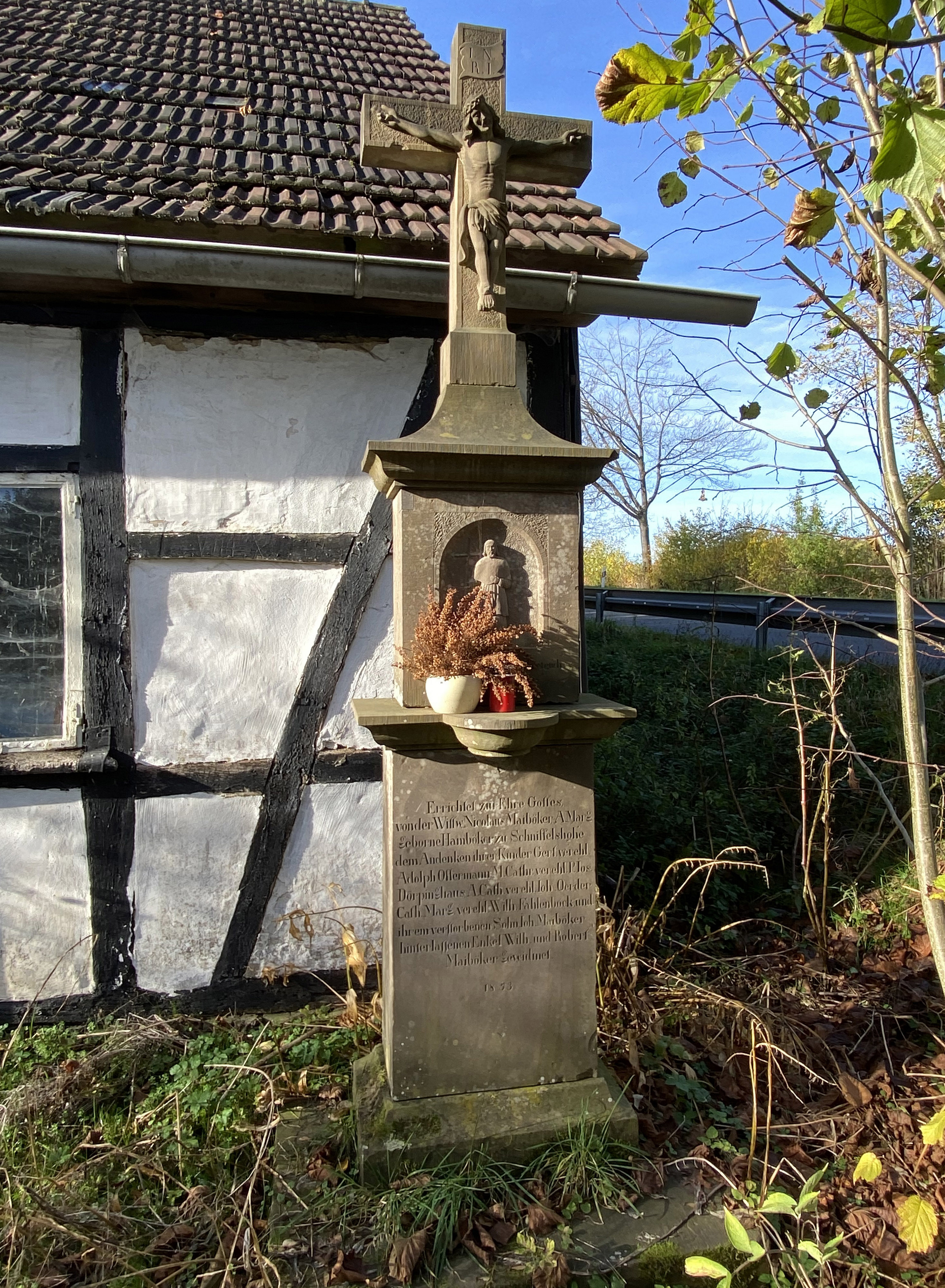
Wegekreuz von 1853
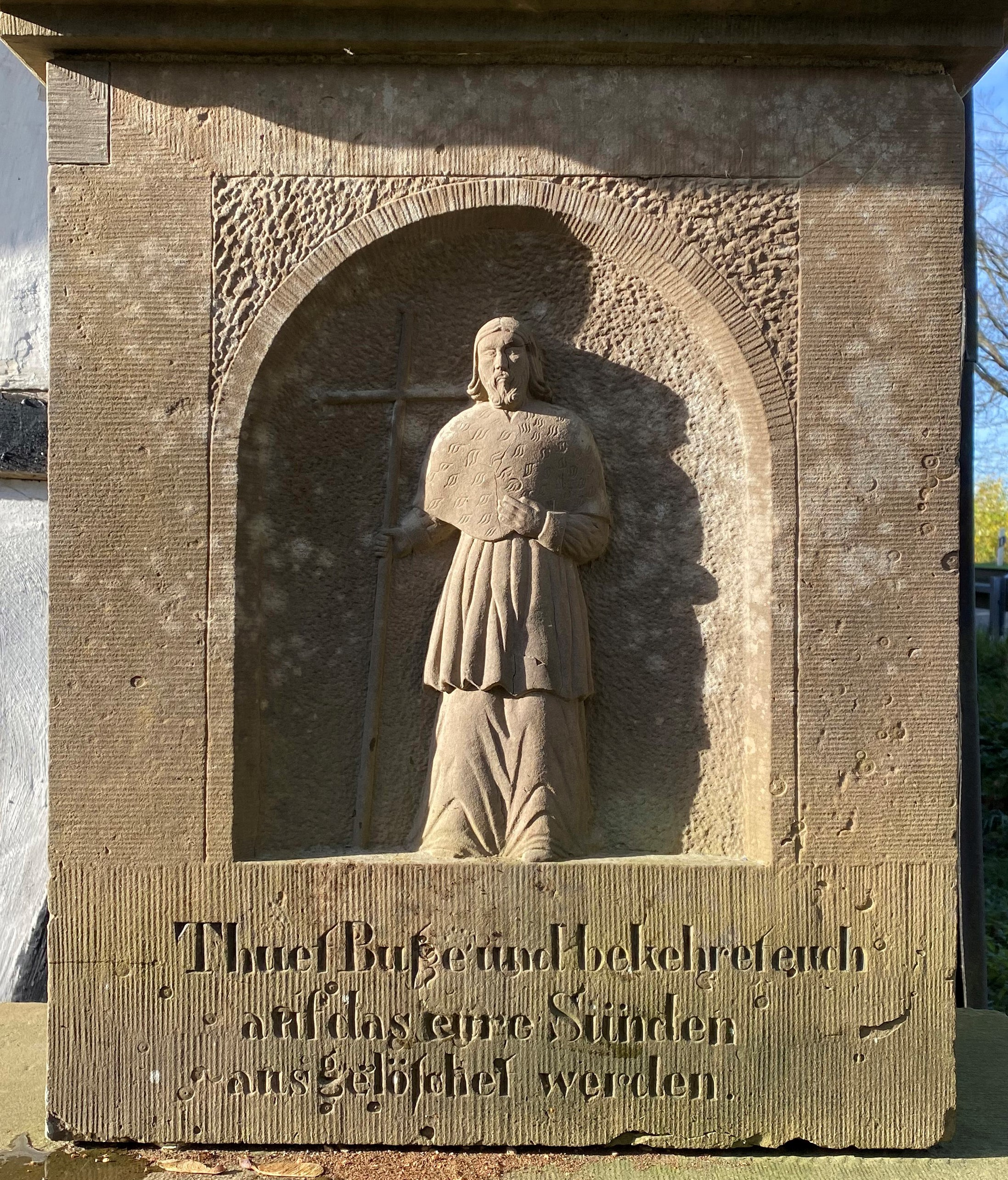
Jesus mit Kreuzstab
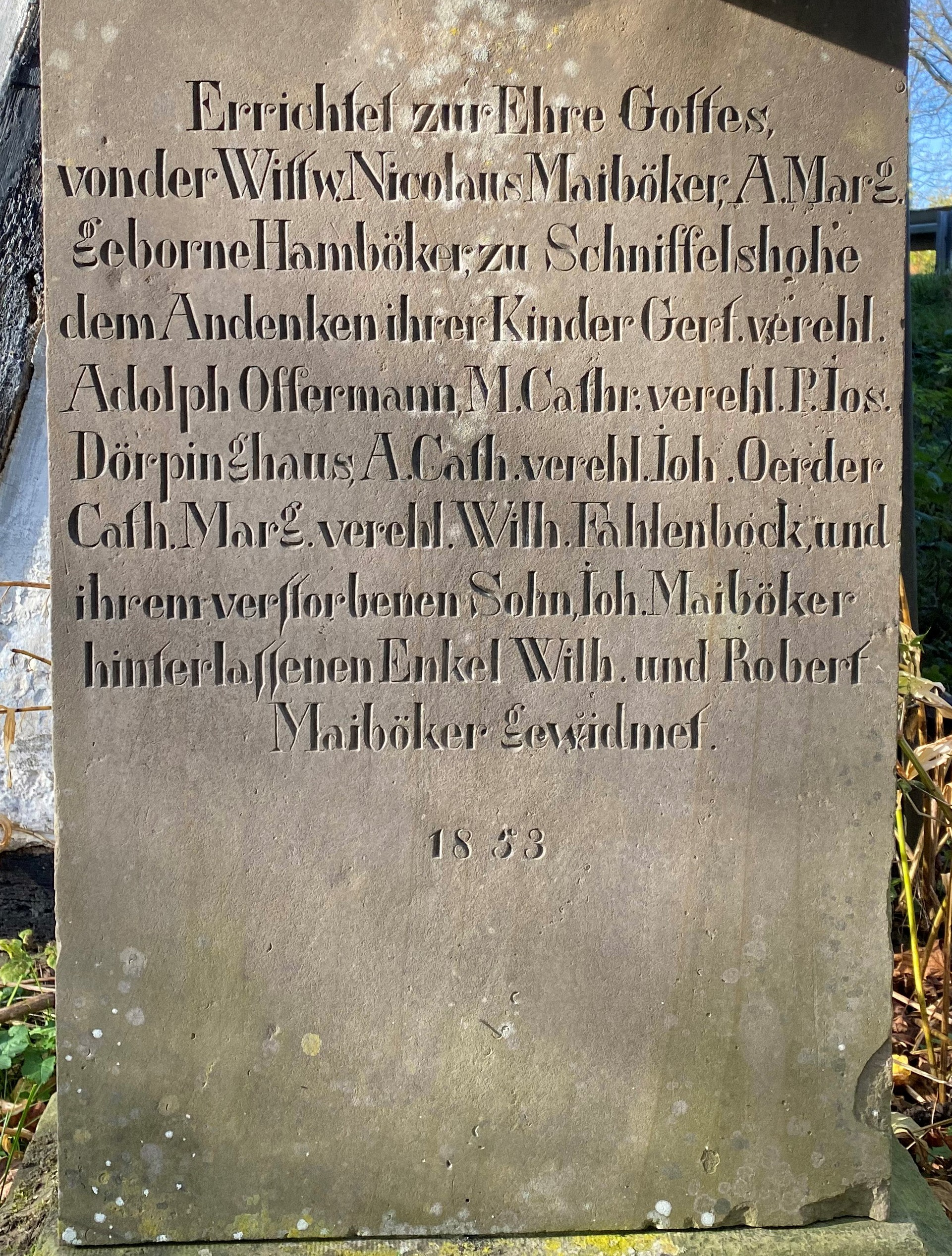
Sockelinschrift am Wegekreuz
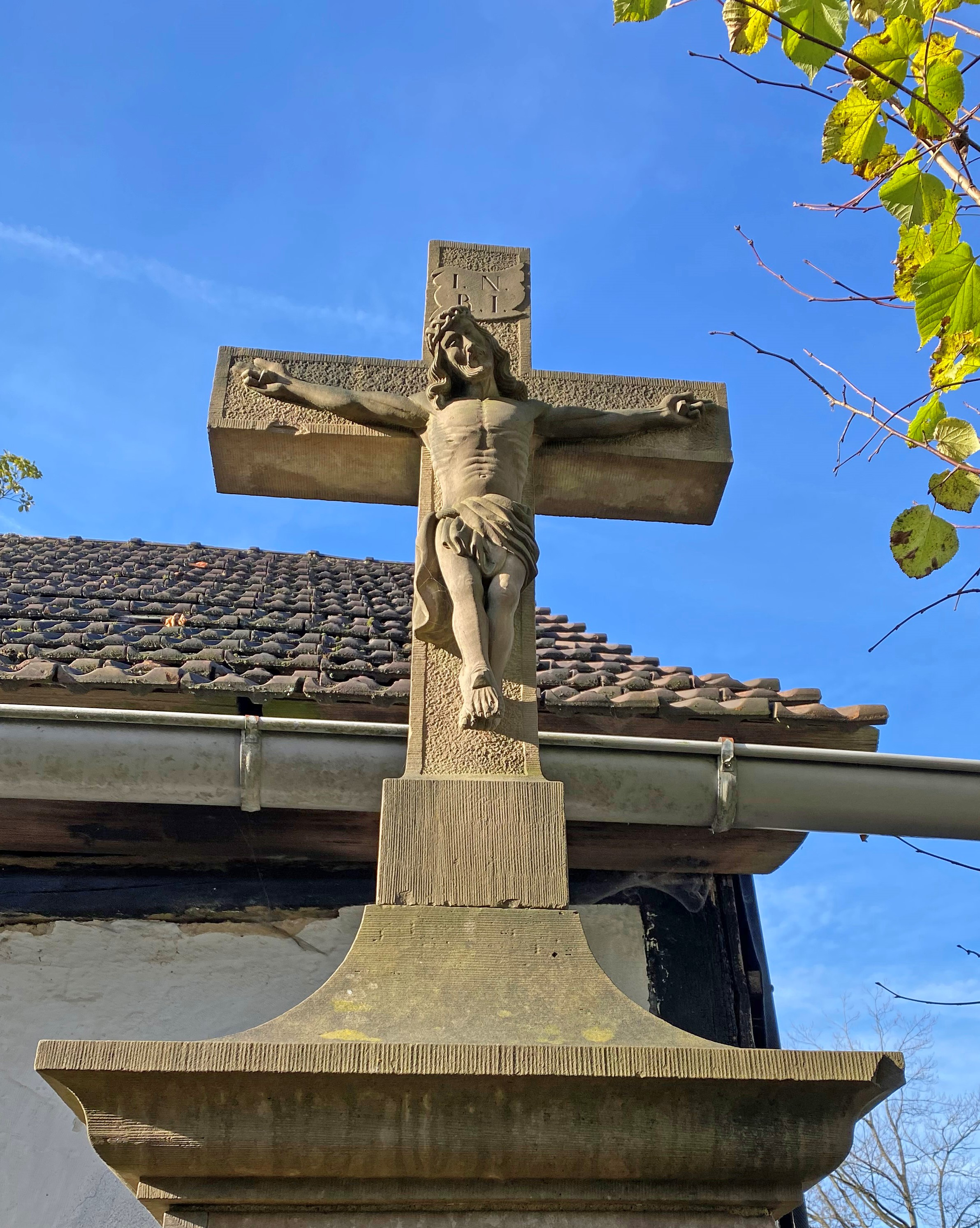
Kruzifix des Wegekreuzes

## Busverbindungen
Über die Haltestelle Schniffelshöh der Linie 427 (VRS/OVAG) ist Schniffelshöh an den öffentlichen Personennahverkehr angebunden.

## Wanderwege
Der vom SGV ausgeschilderte Wipperfürther Rundweg und der Bezirkswanderweg 9 von Wipperfürth nach Bergisch Gladbach führen durch den Ort.